# سیندی کرافورد
سیندی کرافورد (انگلیسی: Cindy Crawford؛ زاده ۲۰ فوریهٔ ۱۹۶۶) یک هنرپیشه و مانکن اهل ایالات متحده آمریکا است.
از فیلم‌ها یا برنامه‌های تلویزیونی که وی در آن نقش داشته است می‌توان به ۵۴، بازی منصفانه، راز موفقیت من، زیپ را بازکن، محافظ بدن و سسمی استریت اشاره کرد.